# Sol (tijdseenheid)
Een sol is de lengte van een zonnedag op Mars en is de tegenhanger van een dag op Aarde.
Een sol duurt 24 uur, 39 minuten en 32,5 seconden (ongeveer 2,7% langer dan een dag op Aarde).
Het woord "sol" wordt al sinds de eerste landingen van een ruimtevaartuig op Mars gebruikt.